# Hühnerhof
Hühnerhof (lb. Héngerhaff, Hingerhaff) – mała miejscowość (lieu-dit) w środkowym Luksemburgu, w kantonie Mersch, w gminie Mersch. Do 3 października 2015 miejscowość leżała w dystrykcie Luksemburg.